# Rolls-Royce Silver Cloud

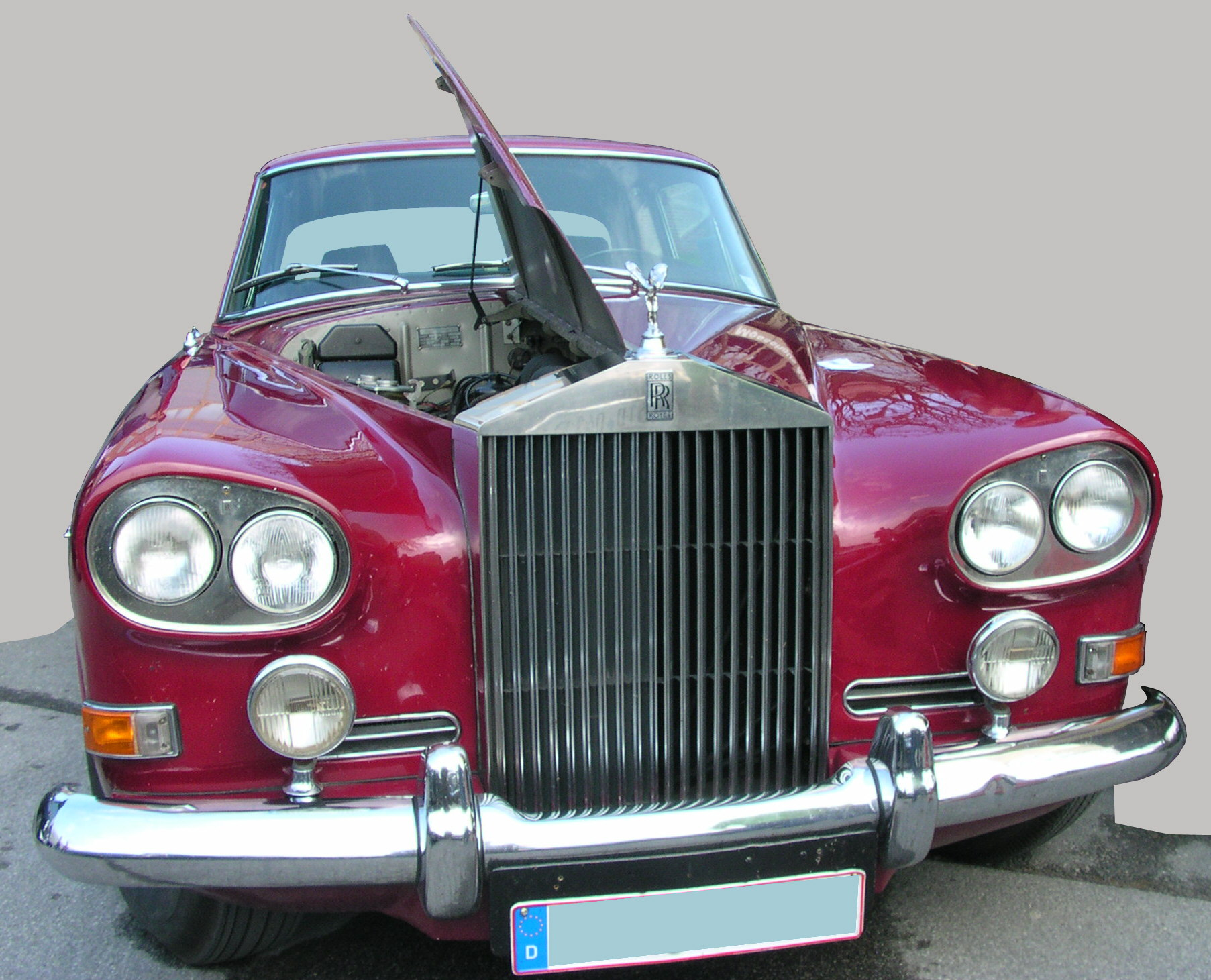
«Китайські очі» кузову від Mulliner-Park-Ward

Rolls-Royce Silver Cloud (Роллс-Ройс Срібна Хмара) — модель люкс-класу, яку виготовляла компанія Rolls-Royce Limited з квітня 1955 по березень 1966 року. Модель прийшла на заміну Rolls-Royce Silver Dawn і її замінила модель Rolls-Royce Silver Shadow. Дизайн моделі значно відрізнявся від дизайну довоєнних моделей і моделі Silver Dawn. Через уніфікацію моделей Rolls-Royce і Bentley Motors Ltd . дана модель візуально різниться від моделі Bentley S1 лише написом на радіаторі.

## Silver Cloud I
Модель отримала доволі жорстку раму шасі, на яку встановлювали фабричний сталевий кузов і двері, капот з алюмінію. Сталеві деталі кузова виготовляла британська компанія Pressed Steel Company і лише з 1965 їх почала виготовляти компанія Rolls-Royce для інших моделей. 6-циліндровий рядний мотор з об'ємом 4,9 л розвивав потужність 155 к.с. (114 кВт) при 4000 об/хв. Мотор мав систему клапанів IOE (англ. Inlet over Exhaust) з розміщеними у головці блоку циліндрів двома впускними клапанами з приводом від коромисел з штовхачами від розміщеного внизу розподільчого валу і двома випускними клапанами у блоці циліндрів з безпосереднім приводом від розподільчого валу. Його доповнювала 4-ступенева коробка передач. Барабанні гальма мали гідравлічний привід на усіх колесах з механічним підсилювачем системи Hispano-Suiza. За побажанням покупця могли встановлювати сервопідсилювач керма чи систему кліматизації. Ціна виносила 5078 фунтів.

## Silver Cloud II
Модифікацію запустили у 1959 з потужнішим мотором об'ємом 6,2 л і вищим обертовим моментом, масою у 2100 кг та швидкістю до 183 км/год. Сервопідсилювач керма вже входив у стандарний набір авто, але електропідіймач скла встановлювали за побажанням покупця.
При тестових випробуваннях 1960 Silver Cloud ІІ розвинув швидкість 169 км/год, показав розгін 0-100 км/год за 10,9 сек при витраті палива 22,0 л на 100 км.
Модель коштувала 6092 фунтів.

## Silver Cloud III
Випуск моделі розпочали 1963 року. Вона отримала дещо змінений кузов, новий інтер'єр при зменшенні ваги на 100 кг. На моторі встановили два покращені карбюратори, на 7% підвищили його потужність, що мало б сприяти гарний ходовим якостям. Модель далі зберігала барабанні гальма, але отримала подвійні фари. Вони мали б підготувати покупців до нової моделі і дещо модернізувати архаїчний вигляд даної моделі. Модель була розкритикована фахівцями, але користувалась попитом. Через подвійні фари у модифікації кузовної компанії Mulliner-Park-Ward модель отримала народну назву «Китайське око» (англ. „Chinese Eye“).

## Продажі
Silver Cloud I: 2238
- - Silver Cloud I довга колісна база: 85
  - Silver Cloud I mit Sonderaufbauten: 121

Silver Cloud II: 2417
- - Silver Cloud II довга колісна база: 258
  - Silver Cloud II mit Sonderaufbauten: 107

Sliver Cloud III: 2044
- - Silver Cloud III довга колісна база: 206
  - Silver Cloud III mit Sonderaufbauten: 328